# Sinella baca
Sinella baca är en urinsektsart som beskrevs av Christiansen och Bellinger 1992. Sinella baca ingår i släktet Sinella och familjen brokhoppstjärtar. Inga underarter finns listade i Catalogue of Life.